# Mallotarsus spadiceus
Mallotarsus spadiceus är en skalbaggsart som beskrevs av Blanchard 1850. Mallotarsus spadiceus ingår i släktet Mallotarsus och familjen Melolonthidae. Inga underarter finns listade i Catalogue of Life.